# Сирико, Тони
Дженаро Энтони «Тони» Сирико-младший (англ. Genaro Anthony «Tony» Siriсo, Jr.; 29 июля 1942, Бруклин, Нью-Йорк, США — 8 июля 2022) — американский актёр кино, телевидения и озвучивания, известный, главным образом, благодаря роли Поли Галтиери в культовом криминально-драматическом телесериале канала HBO «Семья Сопрано» (1999—2007).

## Биография
Сирико родился в Нью-Йорке 29 июля 1942 года в итальянской семье. Вырос в Бруклине, в районах Ист-Флэтбуш и Бенсонхерст.
Был связан с криминальной семьёй Коломбо, многократно привлекался к уголовной ответственности, был арестован 28 раз. В 1971 году ему было предъявлено обвинение в вымогательстве, принуждении и хранении оружия, он был признан виновным и приговорен к четырём годам тюремного заключения, из которых он 20 месяцев отсидел в Синг-Синге. В середине 1970-х годов стал актёром, вдохновившись посещениями курсов актёрского мастерства во время отбывания тюремного заключения. Став актёром, Тони Сирико перестал иметь проблемы с законом.
Первая подтверждённая роль Сирико в кино была в фильме 1974 года «Безумный Джо», где он снимался статистом. Позже Сирико играл гангстеров в ряде фильмов, включая «Славные парни», «Королева мафии», «Могущественная Афродита», «Любовь и деньги», «Пальцы», «Единственное жюри», «Вызов», «Последний бой», «Невинная кровь», «Пули над Бродвеем», «Пикап», «В поисках Одноглазого Джимми», «Полицейский», «Поворот веры», «Снова привет», «Голубоглазый Микки» и «Колесо чудес». Он также играл полицейских в фильмах «Мертвые президенты» и «Разборка Гарри».
Самой известной актёрской работой Сирико была роль Поли Галтиери в драме Дэвида Чейза «Сопрано», получившей премию «Эмми». Первоначально он пробовался на роль дяди Джуниора, но роль досталась другому актёру. Вместо этого Дэвид Чейз предложил ему роль Поли Галтиери; Сирико согласился при условии, что его персонаж «не станет стукачом». В 1999 году он и партнёр по фильму Винсент Пасторе встретились с Джеймсом Клеменца и его братом Джерри, солдатами семьи Коломбо, на рождественской вечеринке в Маленькой Италии. В то время Клеменца находился под наблюдением ФБР.
В 2018 году он воссоединился с бывшими актёрами «Сопрано» Федерико Кастеллуччо, Бертом Янгом и Винсентом Пасторе в фильме «Сара Кью».
Сирико скончался в доме престарелых в Форт-Лодердейле, 8 июля 2022 года в возрасте 79 лет. Официальная причина смерти не была обнародована, но за несколько лет до смерти у него была диагностирована деменция.

## Личная жизнь
У Сирико было двое детей, Джоанна и Ричард.

## Фильмография
| Год       |    | Русское название       | Оригинальное название | Роль                      |
| --------- | -- | ---------------------- | --------------------- | ------------------------- |
| 1974      | ф  | Крёстный отец 2        | The Godfather Part II | в титрах не указан        |
| 1977      | с  | Коджак                 | Kojak                 | греческий бог             |
| 1982      | с  | Полицейский отряд!     | Police Squad!         | игрок в покер             |
| 1982      | ф  | Любовь и деньги        | Love & Money          | Рауль                     |
| 1987      | ф  | Специалист по съёму    | The Pick-Up Artist    | Пэтси Каполосо            |
| 1990      | ф  | Славные парни          | Goodfellas            | Тони Стэкс                |
| 1990      | ф  | Отступник              | Catchfire             | грек                      |
| 1992      | ф  | Кровь невинных         | Innocent Blood        | Джеко                     |
| 1996      | ф  | Готти                  | Gotti                 | Джо Димилья               |
| 1998      | тф | Свидетель против мафии | Witness to the Mob    | Томми Гамбино             |
| 1998      | ф  | Знаменитость           | Celebrity             | Лу ДиМарко                |
| 1999—2007 | с  | Клан Сопрано           | The Sopranos          | Питер Пол «Поли» Галтиери |
| 2010      | с  | Чак                    | Chuck                 | Мэтти                     |
| 2010      | с  | Медиум                 | Medium                | Тони                      |
| 2013      | тф | Никки Туз              | Nicky Deuce           | Чарли Семент              |
| 2013      | мс | Гриффины               | Family Guy            | Винни                     |
| 2013      | с  | Лиллехаммер            | Lilyhammer            | брат Френка Тальяно       |